# ナマドル
ナマドルは、「訛りのあるアイドル」の略語。
公の場であっても標準語・共通語を使わず、積極的に方言を使用するアイドルに対して、2007年から用いられるようになった呼称である。

## 概要
2007年、MBSラジオ「ゴチャ・まぜっ!」に出演していたグラビアアイドルの青島あきな（宮崎県出身）が、共演者の有野晋哉から「ナマドル」と命名された。
以降、グラビアアイドルの冠として、雑誌などのメディアを中心に用いられるようになった。

## 主なナマドル
- 一戸愛子（青森県・津軽弁）
- 王林（青森県・津軽弁）
- 横山結衣（青森県・津軽弁）
- あゆか（岩手県・仙台弁/南部弁）[3]
- 白鳥百合子（宮城県・仙台弁）
- 佐々木希（秋田県・秋田弁）[4]
- 佐藤唯（山形県・村山弁）[4]
- 清野紗耶香（福島県・福島弁）[5]
- 谷桃子（茨城県・茨城弁）[4]
- 手島優（栃木県・足利弁）
- 葉里真央（富山県・富山弁）
- 岡田ひかり（福井県・福井弁）
- 森田涼花（京都府・京都弁）
- 横山由依（京都府・京都弁。本人は関西弁と主張）
- KONAN（大阪府・大阪弁）[4]
- 大川藍（兵庫県・尼崎弁）
- 松井絵里奈（奈良県・奈良弁）[4]
- 岡本玲（和歌山県・和歌山弁）
- 佐々木梨絵（広島県・広島弁）[4]
- 古崎瞳（広島県・広島弁）
- 草場恵（福岡県・筑後弁）
- 井尚美（熊本県・熊本弁）
- 川元由香（熊本県・熊本弁）
- 青島あきな（宮崎県・宮崎弁）[2][4]
- 酒井瞳（宮崎県・延岡弁）